# 森上亜希子
森上 亜希子（もりがみ あきこ、1980年1月12日 - ）は、大阪市出身の元女子プロテニス選手。
身長167cm、体重56kg、右利き。フォアハンド・ストローク、バックハンド・ストロークとも両手打ち。
シングルス自己最高ランキングは41位（2005年8月15日付）。ミキハウス所属。

## 現役時代
7歳からテニスを始め、青山裕司に師事。1997年のウィンブルドンジュニア女子シングルス部門でベスト4に入り、1998年1月12日、18歳の誕生日にプロ転向。2003年の全豪オープンで4大大会に初出場を果たし、同年のウィンブルドンで3回戦に進出。初めての4大大会3回戦では、森上は第8シードのジェニファー・カプリアティに 4-6, 4-6 で敗れた。2月のメンフィス大会で小畑沙織と組みダブルスで優勝している。
2004年のアテネオリンピックにテニス日本代表として単複両部門に出場。
2005年度の4大大会では全仏オープンでエレーナ・デメンチェワとの3回戦に進出したが、全米オープンの1回戦で途中棄権のアクシデントに見舞われた。しかし、2006年の全仏オープン1回戦で大会第3シードのナディア・ペトロワを 6-2, 6-2 のストレートで破る金星を挙げた。
女子テニスツアー大会では、2005年7月第3週にアメリカ・シンシナティの大会で初めてのシングルス決勝戦に進出したが、ここではスイスのパティ・シュナイダーに 4-6, 0-6 のストレートで敗れた。それから2年後、2007年5月第2週に行われたチェコの「プラハ・オープン」で第6シードとして出場し、決勝で第1シードのマリオン・バルトリ（フランス）を 6-1, 6-3 で破り、27歳にして念願のツアー初優勝を飾った。直後の全仏オープンでは、1回戦でタチアナ・ガルビン（イタリア）に 7-6, 6-4 のストレートで敗れた。
2008年3月から膝の故障が悪化する。しばらくは強行出場していたものの、4月にはフェドカップ代表を辞退、昨年優勝のチェコ「プラハ・オープン」を直前で欠場した。全仏オープンには怪我をおして出場したものの、ウィンブルドンでは欠場を余儀なくされ、8月の北京五輪にも出場できなかった。
2009年11月12日、有明テニスの森公園で行われた全日本選手権出場を最後に現役引退。

## 現役引退後
現役引退後はテニス関連の中継解説者、イベント・講演会などで活動中。
2010年、「街道てくてく旅」（NHK・BS2、NHK・BShi）に出演、熊野街道を踏破した（同年5～6月は大阪・八軒家浜から和歌山・熊野本宮大社まで、同年9～10月は和歌山・田辺市から三重・伊勢神宮まで）。
2010年12月15日、「スタジオパークからこんにちは」（NHK総合）にゲスト出演。
2011年4月24日にアチハ社長の阿知波孝明と結婚したことを公式ブログで発表した。2011年11月10日に長男を、2014年7月1日に長女を出産した。

## WTAツアー決勝進出結果

### シングルス: 3回 (1勝2敗)
| 大会グレード         |
| -------------------- |
| グランドスラム (0–0) |
| ティア I (0–0)       |
| ティア II (0–0)      |
| ティア III (0–2)     |
| ティア IV & V (1–0)  |

| 結果   | No. | 決勝日        | 大会         | サーフェス | 対戦相手             | スコア   |
| ------ | --- | ------------- | ------------ | ---------- | -------------------- | -------- |
| 準優勝 | 1.  | 2005年7月24日 | シンシナティ | ハード     | パティ・シュナイダー | 4–6, 0–6 |
| 優勝   | 1.  | 2007年5月7日  | プラハ       | クレー     | マリオン・バルトリ   | 6–1, 6–3 |
| 準優勝 | 2.  | 2007年7月22日 | シンシナティ | ハード     | アンナ・チャクベタゼ | 1–6, 3–6 |

### ダブルス: 2回 (1勝1敗)
| 結果   | No. | 決勝日        | 大会       | サーフェス    | パートナー           | 対戦相手                                  | スコア           |
| ------ | --- | ------------- | ---------- | ------------- | -------------------- | ----------------------------------------- | ---------------- |
| 優勝   | 1.  | 2003年2月23日 | メンフィス | ハード (室内) | 小畑沙織             | アリーナ・ジドコワ ブリアン・スチュワート | 6–1, 6–1         |
| 準優勝 | 1.  | 2007年2月25日 | メンフィス | ハード (室内) | ヤルミラ・ガイドソバ | ニコル・プラット ブリアン・スチュワート   | 5–7, 6–4, [5–10] |

## 4大大会シングルス成績
略語の説明
| W | F | SF | QF | #R | RR | Q# | LQ | A | Z# | PO | G | S | B | NMS | P | NH |

W=優勝, F=準優勝, SF=ベスト4, QF=ベスト8, #R=#回戦敗退, RR=ラウンドロビン敗退, Q#=予選#回戦敗退, LQ=予選敗退, A=大会不参加, Z#=デビスカップ/BJKカップ地域ゾーン, PO=デビスカップ/BJKカッププレーオフ, G=オリンピック金メダル, S=オリンピック銀メダル, B=オリンピック銅メダル, NMS=マスターズシリーズから降格, P=開催延期, NH=開催なし.
| 大会           | 2002 | 2003 | 2004 | 2005 | 2006 | 2007 | 2008 | 2009 | 通算成績 |
| -------------- | ---- | ---- | ---- | ---- | ---- | ---- | ---- | ---- | -------- |
| 全豪オープン   | LQ   | 2R   | 2R   | 1R   | 1R   | 2R   | 2R   | A    | 4–6      |
| 全仏オープン   | LQ   | 1R   | 1R   | 3R   | 2R   | 1R   | 1R   | A    | 3–6      |
| ウィンブルドン | LQ   | 3R   | 1R   | 1R   | 2R   | 3R   | A    | 1R   | 5–6      |
| 全米オープン   | LQ   | 1R   | 2R   | 1R   | 1R   | 1R   | A    | A    | 1–5      |